# Махмут Камиль-паша
Махму́т Ками́ль-паша́ (тур. Mahmud Kamil Paşa; 1880, Алеппо — 1922, Стамбул) — османский генерал.

## Биография
Родился в 1880 году в Алеппо. В 1902 году окончил военную академию. Во время Балканских войн командовал гарнизоном форта Шкодер. После падения крепости был начальником штаба IV, а затем V османских корпусов. К началу Первой мировой войны служил заместителем министра обороны.
22 декабря 1914 года получил звание генерала и был назначен командующим 3-й османской армии на востоке Малой Азии, позднее присоединенной к 5-й армии. С 17 февраля 1915 года и до падения ключевой крепости Эрзурум в феврале 1916 года командовал 3-й армией, после чего был отстранен от командования. После Мудросского перемирия администрация союзников, расположенная в оккупированном Константинополе, арестовала его и отправила в ссылку на Мальту.
В июне 1922 года из-за проблем со здоровьем ушёл в отставку и через несколько месяцев умер в Стамбуле.